# グラフィソフト

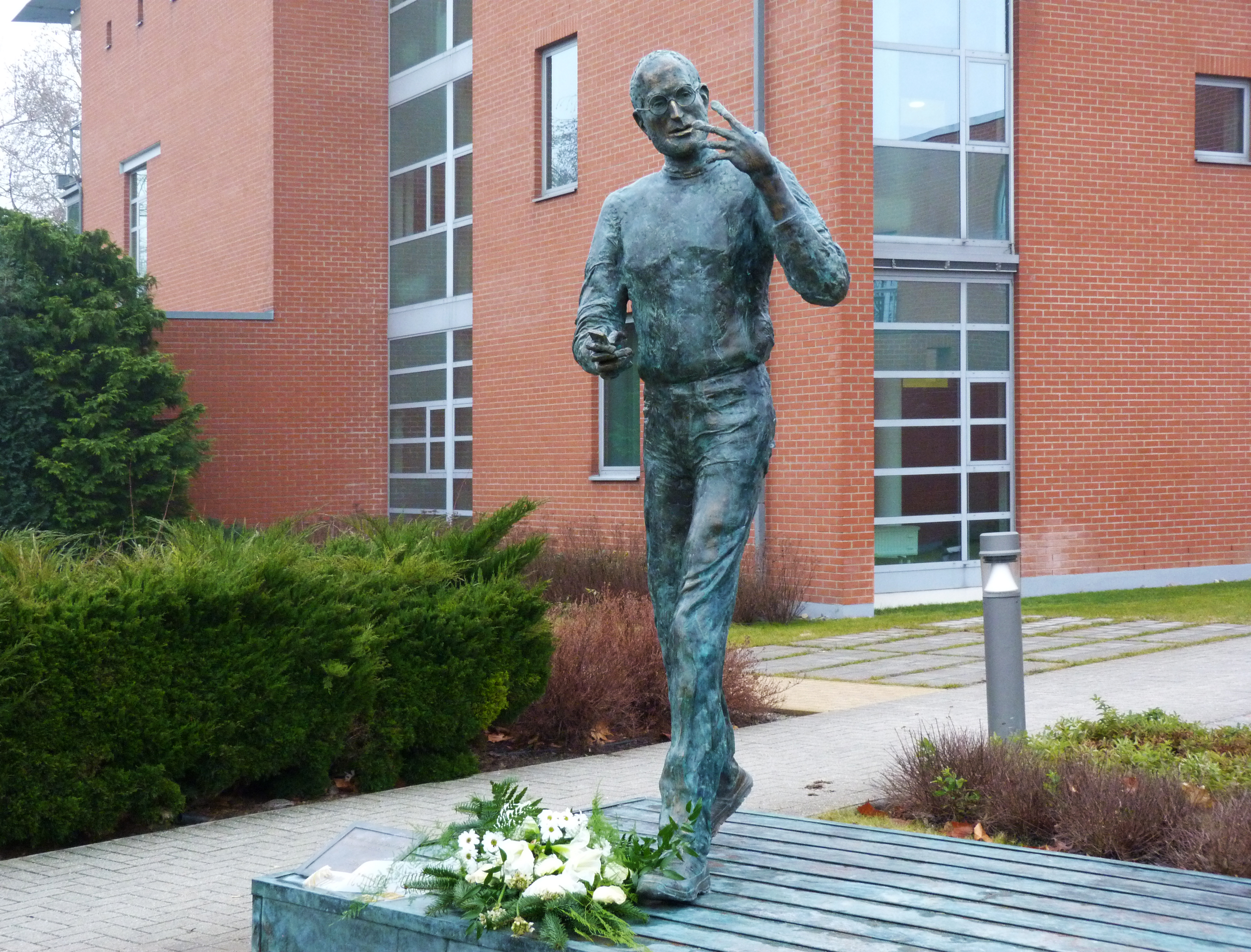
ブダペストのグラフィソフトパークに建立されたジョブズの像

グラフィソフト (Graphisoft) は、ハンガリーの建築CADソフトウェアメーカー。1982年設立。ArchiCADなどの建築CADソフトウェアの開発、販売で知られる。
1980年代よりバーチャルビルディングのコンセプトで3Dモデルベースのソフトウェアを開発し、後にBIM(ビルディングインフォメーションモデル)と呼ばれるコンセプトを先駆けて導入している。
グラフィソフトは創業期以来、商品の開発および販売面でAppleから支援を受けており、スティーブ・ジョブズが死去した同年12月21日、ハンガリーの彫刻家であるErno Tothによって彫られたジョブズの銅像を本社のグラフィソフトパークに建立した。

## 沿革（グラフィソフトジャパン）
- 1982年 ブダペストに設立
- 1994年 グラフィソフトジャパン株式会社、東京に設立

## 関連製品(代表的な製品)
- ArchiCAD
- Solibri
- Artlantis